# 荷蘭人島 (喬治亞州)
荷蘭人島（英語：Dutch Island）是位於美國喬治亞州查塔姆縣的一個人口普查指定地區。

## 地理
荷蘭人島的座標為32°00′21″N 81°01′52″W / 32.00583°N 81.03111°W，而該地最高點為海拔高度2米（即8英尺）。

## 人口
根據2010年美國人口普查的數據，荷蘭人島的面積為7.90平方千米，當中陸地面積為6.40平方千米，而水域面積為1.50平方千米。當地共有人口1257人，而人口密度為每平方千米159人。